# بالون-میره
بالون-میره (به فرانسوی: Ballan-Miré) یک کمون (فرانسه) در فرانسه است که در اندر-ا-لوآر واقع شده‌است. بالون-میره ۲۶٫۱۶ کیلومتر مربع مساحت دارد.